# یاروسلاف هلبراند
یاروسلاف هلبراند (چکی: Jaroslav Hellebrand؛ زادهٔ ۳۰ دسامبر ۱۹۴۵) قایقران روئینگ اهل چکسلواکی بود.